# Ministri della difesa della Repubblica Italiana
I ministri della difesa della Repubblica Italiana si sono avvicendati dal 1947 in poi.
Il ministro è responsabile delle questioni militari, della protezione civile e della gestione delle Forze armate italiane.
Il primo ministro della guerra fu Manfredo Fanti, generale del Regio Esercito Italiano, mentre il primo ministro della difesa fu Luigi Gasparotto, esponente del Partito Democratico del Lavoro; l'attuale ministro in carica è Guido Crosetto, del partito Fratelli d'Italia, che ricopre la carica di ministro della difesa dal 22 ottobre 2022.

## Lista
| Ministro       | Ministro         | Ministro                               | Partito                                 | Governo              | Mandato           | Mandato           | Leg.            |
| Ministro       | Ministro         | Ministro                               | Partito                                 | Governo              | Inizio            | Fine              | Leg.            |
| -------------- | ---------------- | -------------------------------------- | --------------------------------------- | -------------------- | ----------------- | ----------------- | --------------- |
|                |                  | Luigi Gasparotto (1873-1954)           | Partito Democratico del Lavoro          | De Gasperi III       | 4 febbraio 1947   | 1º giugno 1947    | AC              |
|                |                  | Mario Cingolani (1883-1971)            | Democrazia Cristiana                    | De Gasperi IV        | 1º giugno 1947    | 15 dicembre 1947  | AC              |
|                |                  | Cipriano Facchinetti (1889-1952)       | Partito Repubblicano Italiano           | De Gasperi IV        | 15 dicembre 1947  | 24 maggio 1948    | AC              |
|                |                  | Randolfo Pacciardi (1899-1991)         | Partito Repubblicano Italiano           | De Gasperi V         | 24 maggio 1948    | 28 gennaio 1950   | I               |
| De Gasperi VI  | 28 gennaio 1950  | Randolfo Pacciardi (1899-1991)         | Partito Repubblicano Italiano           | 26 luglio 1951       |                   |                   | I               |
| De Gasperi VII | 26 luglio 1951   | Randolfo Pacciardi (1899-1991)         | Partito Repubblicano Italiano           | 16 luglio 1953       |                   |                   | I               |
|                |                  | Giuseppe Codacci Pisanelli (1913-1988) | Democrazia Cristiana                    | De Gasperi VIII      | 16 luglio 1953    | 17 agosto 1953    | II              |
|                |                  | Paolo Emilio Taviani (1912-2001)       | Democrazia Cristiana                    | Pella                | 17 agosto 1953    | 19 gennaio 1954   | II              |
| Fanfani I      | 19 gennaio 1954  | Paolo Emilio Taviani (1912-2001)       | Democrazia Cristiana                    | 10 febbraio 1954     |                   |                   | II              |
| Scelba         | 10 febbraio 1954 | Paolo Emilio Taviani (1912-2001)       | Democrazia Cristiana                    | 6 luglio 1955        |                   |                   | II              |
| Segni I        | 6 luglio 1955    | Paolo Emilio Taviani (1912-2001)       | Democrazia Cristiana                    | 20 maggio 1957       |                   |                   | II              |
| Zoli           | 20 maggio 1957   | Paolo Emilio Taviani (1912-2001)       | Democrazia Cristiana                    | 2 luglio 1958        |                   |                   | II              |
|                |                  | Antonio Segni (1891-1972)              | Democrazia Cristiana                    | Fanfani II           | 2 luglio 1958     | 16 febbraio 1959  | III             |
|                |                  | Giulio Andreotti (1919-2013)           | Democrazia Cristiana                    | Segni II             | 16 febbraio 1959  | 26 marzo 1960     | III             |
| Tambroni       | 26 marzo 1960    | Giulio Andreotti (1919-2013)           | Democrazia Cristiana                    | 27 luglio 1960       |                   |                   | III             |
| Fanfani III    | 27 luglio 1960   | Giulio Andreotti (1919-2013)           | Democrazia Cristiana                    | 22 febbraio 1962     |                   |                   | III             |
| Fanfani IV     | 22 febbraio 1962 | Giulio Andreotti (1919-2013)           | Democrazia Cristiana                    | 22 giugno 1963       |                   |                   | III             |
| Leone I        | 22 giugno 1963   | Giulio Andreotti (1919-2013)           | Democrazia Cristiana                    | 5 dicembre 1963      | IV                |                   |                 |
| Moro I         | 5 dicembre 1963  | Giulio Andreotti (1919-2013)           | Democrazia Cristiana                    | 23 luglio 1964       | IV                |                   |                 |
| Moro II        | 23 luglio 1964   | Giulio Andreotti (1919-2013)           | Democrazia Cristiana                    | 24 febbraio 1966     | IV                |                   |                 |
|                |                  | Roberto Tremelloni (1900-1987)         | Partito Socialista Democratico Italiano | Moro III             | IV                | 24 febbraio 1966  | 25 giugno 1968  |
|                |                  | Luigi Gui (1914-2010)                  | Democrazia Cristiana                    | Leone II             | 25 giugno 1968    | 13 dicembre 1968  | V               |
| Rumor I        | 13 dicembre 1968 | Luigi Gui (1914-2010)                  | Democrazia Cristiana                    | 6 agosto 1969        |                   |                   | V               |
| Rumor II       | 6 agosto 1969    | Luigi Gui (1914-2010)                  | Democrazia Cristiana                    | 28 marzo 1970        |                   |                   | V               |
|                |                  | Mario Tanassi (1916-2007)              | Partito Socialista Democratico Italiano | Rumor III            | 28 marzo 1970     | 6 agosto 1970     | V               |
| Colombo        | 6 agosto 1970    | Mario Tanassi (1916-2007)              | Partito Socialista Democratico Italiano | 18 febbraio 1972     |                   |                   | V               |
|                |                  | Franco Restivo (1911-1976)             | Democrazia Cristiana                    | Andreotti I          | 18 febbraio 1972  | 26 giugno 1972    | V               |
|                |                  | Mario Tanassi (1916-2007)              | Partito Socialista Democratico Italiano | Andreotti II         | 26 giugno 1972    | 8 luglio 1973     | VI              |
| Rumor IV       | 8 luglio 1973    | Mario Tanassi (1916-2007)              | Partito Socialista Democratico Italiano | 15 marzo 1974        |                   |                   | VI              |
|                |                  | Giulio Andreotti (1919-2013)           | Democrazia Cristiana                    | Rumor V              | 15 marzo 1974     | 23 novembre 1974  | VI              |
|                |                  | Arnaldo Forlani (1925-2023)            | Democrazia Cristiana                    | Moro IV              | 23 novembre 1974  | 12 febbraio 1976  | VI              |
| Moro V         | 12 febbraio 1976 | Arnaldo Forlani (1925-2023)            | Democrazia Cristiana                    | 30 luglio 1976       |                   |                   | VI              |
|                |                  | Vito Lattanzio (1926-2010)             | Democrazia Cristiana                    | Andreotti III        | 30 luglio 1976    | 18 settembre 1977 | VII             |
|                |                  | Attilio Ruffini (1924-2011)            | Democrazia Cristiana                    | Andreotti III        | 18 settembre 1977 | 13 marzo 1978     | VII             |
| Andreotti IV   | 13 marzo 1978    | Attilio Ruffini (1924-2011)            | Democrazia Cristiana                    | 21 marzo 1979        |                   |                   | VII             |
| Andreotti V    | 21 marzo 1979    | Attilio Ruffini (1924-2011)            | Democrazia Cristiana                    | 5 agosto 1979        |                   |                   | VII             |
| Cossiga I      | 5 agosto 1979    | Attilio Ruffini (1924-2011)            | Democrazia Cristiana                    | 14 gennaio 1980      | VIII              |                   |                 |
| Cossiga I      |                  |                                        | Adolfo Sarti (1928-1992)                | Democrazia Cristiana | VIII              | 14 gennaio 1980   | 4 aprile 1980   |
|                |                  | Lelio Lagorio (1925-2017)              | Partito Socialista Italiano             | Cossiga II           | VIII              | 4 aprile 1980     | 18 ottobre 1980 |
| Forlani        | 18 ottobre 1980  | Lelio Lagorio (1925-2017)              | Partito Socialista Italiano             | 28 giugno 1981       | VIII              |                   |                 |
| Spadolini I    | 28 giugno 1981   | Lelio Lagorio (1925-2017)              | Partito Socialista Italiano             | 23 agosto 1982       | VIII              |                   |                 |
| Spadolini II   | 23 agosto 1982   | Lelio Lagorio (1925-2017)              | Partito Socialista Italiano             | 1º dicembre 1982     | VIII              |                   |                 |
| Fanfani V      | 1º dicembre 1982 | Lelio Lagorio (1925-2017)              | Partito Socialista Italiano             | 4 agosto 1983        | VIII              |                   |                 |
|                |                  | Giovanni Spadolini (1925-1994)         | Partito Repubblicano Italiano           | Craxi I              | 4 agosto 1983     | 1º agosto 1986    | IX              |
| Craxi II       | 1º agosto 1986   | Giovanni Spadolini (1925-1994)         | Partito Repubblicano Italiano           | 18 aprile 1987       |                   |                   | IX              |
|                |                  | Remo Gaspari (1921-2011)               | Democrazia Cristiana                    | Fanfani VI           | 18 aprile 1987    | 29 luglio 1987    | IX              |
|                |                  | Valerio Zanone (1936-2016)             | Partito Liberale Italiano               | Goria                | 29 luglio 1987    | 13 aprile 1988    | X               |
| De Mita        | 13 aprile 1988   | Valerio Zanone (1936-2016)             | Partito Liberale Italiano               | 23 luglio 1989       |                   |                   | X               |
|                |                  | Mino Martinazzoli (1931-2011)          | Democrazia Cristiana                    | Andreotti VI         | 23 luglio 1989    | 27 luglio 1990    | X               |
|                |                  | Virginio Rognoni (1924-2022)           | Democrazia Cristiana                    | Andreotti VI         | 27 luglio 1990    | 13 aprile 1991    | X               |
| Andreotti VII  | 13 aprile 1991   | Virginio Rognoni (1924-2022)           | Democrazia Cristiana                    | 28 giugno 1992       |                   |                   | X               |
|                |                  | Salvo Andò (1945)                      | Partito Socialista Italiano             | Amato I              | 28 giugno 1992    | 29 aprile 1993    | XI              |
|                |                  | Fabio Fabbri (1933-2024)               | Partito Socialista Italiano             | Ciampi               | 29 aprile 1993    | 11 maggio 1994    | XI              |
|                |                  | Cesare Previti (1934)                  | Forza Italia                            | Berlusconi I         | 11 maggio 1994    | 17 gennaio 1995   | XII             |
|                |                  | Domenico Corcione (1929-2020)          | Indipendente                            | Dini                 | 17 gennaio 1995   | 18 maggio 1996    | XII             |
|                |                  | Beniamino Andreatta (1928-2007)        | Partito Popolare Italiano               | Prodi I              | 18 maggio 1996    | 21 ottobre 1998   | XIII            |
|                |                  | Carlo Scognamiglio (1944)              | Unione Democratica per la Repubblica    | D'Alema I            | 21 ottobre 1998   | 22 dicembre 1999  | XIII            |
|                |                  | Sergio Mattarella (1941)               | Partito Popolare Italiano               | D'Alema II           | 22 dicembre 1999  | 26 aprile 2000    | XIII            |
| Amato II       | 26 aprile 2000   | Sergio Mattarella (1941)               | Partito Popolare Italiano               | 11 giugno 2001       |                   |                   | XIII            |
|                |                  | Antonio Martino (1942-2022)            | Forza Italia                            | Berlusconi II        | 11 giugno 2001    | 23 aprile 2005    | XIV             |
| Berlusconi III | 23 aprile 2005   | Antonio Martino (1942-2022)            | Forza Italia                            | 17 maggio 2006       |                   |                   | XIV             |
|                |                  | Arturo Parisi (1940)                   | La Margherita Partito Democratico       | Prodi II             | 17 maggio 2006    | 8 maggio 2008     | XV              |
|                |                  | Ignazio La Russa (1947)                | Il Popolo della Libertà                 | Berlusconi IV        | 8 maggio 2008     | 16 novembre 2011  | XVI             |
|                |                  | Giampaolo Di Paola (1944)              | Indipendente                            | Monti                | 18 novembre 2011  | 28 aprile 2013    | XVI             |
|                |                  | Mario Mauro (1961)                     | Scelta Civica Popolari per l'Italia     | Letta                | 28 aprile 2013    | 22 febbraio 2014  | XVII            |
|                |                  | Roberta Pinotti (1961)                 | Partito Democratico                     | Renzi                | 22 febbraio 2014  | 12 dicembre 2016  | XVII            |
| Gentiloni      | 12 dicembre 2016 | Roberta Pinotti (1961)                 | Partito Democratico                     | 1º giugno 2018       |                   |                   | XVII            |
|                |                  | Elisabetta Trenta (1967)               | Movimento 5 Stelle                      | Conte I              | 1º giugno 2018    | 5 settembre 2019  | XVIII           |
|                |                  | Lorenzo Guerini (1966)                 | Partito Democratico                     | Conte II             | 5 settembre 2019  | 13 febbraio 2021  | XVIII           |
| Draghi         | 13 febbraio 2021 | Lorenzo Guerini (1966)                 | Partito Democratico                     | 22 ottobre 2022      |                   |                   | XVIII           |
|                |                  | Guido Crosetto (1963)                  | Fratelli d'Italia                       | Meloni               | 22 ottobre 2022   | in carica         | XIX             |